# یخ نازک
«یخ نازک» (به انگلیسی: The Thin Ice) آهنگی ساختهٔ پینک فلوید است، که در آلبوم دیوار محصول ۱۹۷۹ قرار دارد.

## آهنگ‌سازی
این آهنگ که ۲ دقیقه و ۳۰ ثانیه زمان دارد، با صدای گریهٔ یک نوزاد آغاز می‌شود. سبک کلی آهنگ تداعی‌کننده ترانه‌های پراگراسیو دههٔ ۵۰ می‌باشد که مشخصهٔ این سبک استفاده از ریتم‌های کلام محورِ بلوز در بازهٔ A minor به C major و F major به G major روی سازهایی مانند پیانو و سینث‌سایزر می‌باشد. نیمهٔ اول ترانه را دیوید گیلمور با صدایی آرام و ظریف می‌خواند که با گفتن «مادر کودکش را دوست دارد» شروع می‌شود و با تکرار «آه عزیزم، آه، عزیزم آبی» ادامه می‌یابد سپس صدای یک گیتار بیس به موازات با ایجاد بستر ادامه می‌دهد.

## داستان
این آهنگ به منزله هشداری برای خطرات زندگی مدرن و اتفاقات تلخ و ناگوار آن است، زندگی به اسکیت سواری روی آبی که یخ نازکی روی آن تشکیل شده است، تشبیه می‌شود و پینک به خواننده هشدار می‌دهد که هر لحظه ممکن است پایت روی این یخ بلغزد و  
از عمق ذهنت خارج شوی و سرزنش یک میلیون چشم اشک آلود پشت سرت باشد. 
همچنین مفهوم کلی آهنگ این است که زندگی ممکن است در ظاهر آرام و بی خطر باشد، (مانند یخ نازک روی دریاچه) اما در واقع هر لحظه امکان شکستن یخ و غرق شدن در آب زیر آن، وجود دارد. آهنگ ذهن شنونده را برای اتفاقات ناگوار بعدی که در زندگی پینک روی داده، آماده می‌کند.

## نگارش فیلم
فیلم صدها سرباز در جنگ را نشان می‌دهد، که زخمی یا کشته شده‌اند، سپس پینک را نشان می‌دهد که در استخر هتل خود شناور است. همانطور که در آخر فیلم نشان داده شده‌است (در قطعهٔ «یکی از نوبت‌های من»)، پینک دست خودش را قطع کرده‌است، و میزان خونِ در آب اغراق‌آمیز است، تااینکه بنظر می‌رسد او در یک استخر خون شناور شود.
در نسخه فیلم یک تکنوازی پیانو پیش از آوازِ گیلمور وجود دارد.

## دست‌اندرکاران
- دیوید گیلمور — خوانندگی (نخستین شعر)، گیتار، سینت سایزر پیامبر-۵
- نیک میسون — درامز
- راجر واترز — خوانندگی (نخستین شعر)، گیتار باس
- ریچارد رایت — ارگ، پیانو